# Luigi Viale
Luigi Viale (Imperia, 5 novembre 1978) è un velista italiano Gigì soprannominato "il francese"che ha rappresentato l'Italia ai Giochi olimpici di Pechino nella Classe Star insieme a Diego Negri.Inoltre è stato il centro titolare dell'Imperia basket nella stagione 2018/2019,con la quale si è laureato campione

## Piazzamenti
- 2° al Campionato Mondiale Classe Star 2008 - Miami
- 5° al Campionato Mondiale Classe Star 2007 – Cascais
- 5° al Campionato Mondiale universitario Match Race 2000
- 5° al Campionato Europeo open Star 2006 Neustadt (1° equipaggio Europeo - Campione d'Europa)
- 1° al Campionato 14º Distretto Starclass 2006, 2007, 2008
- 2° al Campionato Europeo classe FUN 1998 e 1999
- 3° al Campionato Europeo di Primavera Star Palma de Mallorca 2007
- 4° al Campionato Europeo di Primavera Star Napoli 2006
- 4° al Campionato Europeo Classe J24 1999
- 1° all'Eurolymp Breitling Regatta Starclass 2007
- 1° Trofeo Benetti 2007 Starclass
- 1° Trofeo Lillia 2007 Starclass
- 1° al Campionato Italiano Classi Olimpiche  Soling 2000(Flotta e Match Race), e Star 2006 e 2007
- 1° al Campionato Italiano assoluto Match Race 2004
- 2° all'Eurolymp Garda Starclass 2006
- 10º classificato classe Star Giochi Olimpici di Pechino 2008
- 2° World Ranking list Classe Star 2007, 2008
- Atleta della squadra nazionale e membro del Club Olimpico del CONI 2006, 2007, 2008
- Stella d'Argento al merito Sportivo (CONI)
- Vincitore Serie Promozione 2018/19 Liguria con BKI Imperia